# Derhamia hoffmannorum
Derhamia hoffmannorum es una especie de peces de la familia Lebiasinidae en el orden de los Characiformes. Es la única especie del género Derhamia.

## Morfología
Los machos pueden llegar alcanzar los 6,1 cm de longitud total.

## Hábitat
Vive en zonas de clima tropical.

## Distribución geográfica
Se encuentran en Sudamérica: río Mazaruni (Guayana ).